# Quincy Promes
Quincy Promes (ur. 4 stycznia 1992 w Amsterdamie) – holenderski piłkarz surinamskiego pochodzenia, występujący na pozycji prawego pomocnika, od 2021 w rosyjskim klubie Spartak Moskwa. W latach 2014–2021 reprezentant Holandii.

## Kariera klubowa
Karierę piłkarską rozpoczął w Ajaksie. Następnie był zawodnikiem juniorskich drużyn HFC Haarlem oraz FC Twente. W lutym 2011 r. podpisał swój pierwszy zawodowy kontrakt z Twente, a 11 kwietnia 2012 w jego barwach zadebiutował w Eredivisie w zremisowanym 2:2 wyjazdowym meczu przeciwko AZ Alkmaar, w 83. minucie zmieniając Nilsa Röselera. W sezonie 2011/12 rozegrał 3 mecze ligowe. Latem 2012 r. został wypożyczony do grającego w Eerste divisie, Go Ahead Eagles. Debiut w tym zespole zanotował 10 sierpnia 2012 w wygranym 2:0 wyjazdowym meczu z Almere City FC. W Go Ahead Eagles był podstawowym zawodnikiem. Latem 2013 r. wrócił do Twente. 18 sierpnia 2013 w wygranym 6:0 domowym meczu z FC Utrecht strzelił swoje pierwsze dwa gole w Eredivisie. W latach 2014–2018 występował w Spartaka Moskwa.
24 czerwca 2019 ogłoszono, że Promes przenosi się do drużyny Eredivisie AFC Ajax, na bazie pięcioletniej umowy, z podstawową opłatą transferową w wysokości 15,7 mln euro, która mogłaby wzrosnąć do 17,2 mln euro z dodatkami. 24 lutego 2021 Promes przeniósł się z powrotem do Spartaka Moskwa, za deklarowaną cenę 8,5 mln euro, podpisując kontrakt na 3,5 roku. 29 maja 2022 roku strzelił zwycięskiego gola w wygranym 2:1 meczu z Dinamo Moskwa w finale Pucharu Rosji 2022. 21 maja 2023 Promes zdobył dwa gole w wygranych 2:1 derbach Moskwy przeciwko CSKA Moskwa, stając się najlepszym strzelcem Spartaka w historii ligi z 88 bramkami, wyprzedzając Jegora Titowa.

## Statystyki
Aktualne na 6 maja 2019
| 2011/12            | FC Twente              | Eredivisie         | 3   | 0  | 0  | 0 | 0  | 0 | 3   | 0  |
| 2012/13            | FC Twente              | Eredivisie         | 0   | 0  | 0  | 0 | 1  | 0 | 1   | 0  |
| 2012/13            | Go Ahead Eagles (wyp.) | Eerste divisie     | 38  | 16 | 3  | 1 | –  | – | 41  | 17 |
| 2013/14            | FC Twente              | Eredivisie         | 31  | 11 | 0  | 0 | 0  | 0 | 31  | 11 |
| 2014/15            | Spartak Moskwa         | Premier liga       | 28  | 13 | 1  | 0 | –  | – | 29  | 13 |
| 2015/16            | Spartak Moskwa         | Premier liga       | 30  | 18 | 2  | 0 | –  | – | 32  | 18 |
| 2016/17            | Spartak Moskwa         | Premier liga       | 26  | 12 | 1  | 0 | 2  | 0 | 29  | 12 |
| 2017/18            | Spartak Moskwa         | Premier liga       | 26  | 15 | 5  | 4 | 7  | 2 | 38  | 21 |
| 2018/19            | Spartak Moskwa         | Premier liga       | 5   | 1  | 0  | 0 | 2  | 1 | 7   | 2  |
| 2018/19            | Sevilla FC             | Primera División   | 32  | 2  | 6  | 0 | 10 | 1 | 48  | 3  |
| Łącznie w karierze | Łącznie w karierze     | Łącznie w karierze | 223 | 88 | 18 | 5 | 20 | 3 | 264 | 97 |

## Kariera reprezentacyjna
W seniorskiej reprezentacji Holandii zadebiutował 5 marca 2014 na Stade de France w przegranym 0:2 towarzyskim meczu przeciwko Francji.

## Kontrowersje
W październiku 2020 r. rozpoczął się proces przeciwko piłkarzowi. Holenderska prokuratura zarzuciła mu, iż podczas przyjęcia rodzinnego dźgnął on nożem swojego kuzyna. Według ustaleń holenderskich dziennikarzy krewny Promesa miał ukraść wcześniej naszyjnik swojej cioci. Zawodnik dźgnął kuzyna w kolano podczas bójki, która wywiązała się po przyjęciu. W dniu 3 marca 2023 r. odbyła się rozprawa, podczas której zawodnik był nieobecny. Prokuratura początkowo żądała 2 lat więzienia dla piłkarza za usiłowania zabójstwa. Ostatecznie zarzuty te zostały wycofane ze względu na niewystarczający materiał dowodowy (wcześniej mając telefon na podsłuchu przyznał się własnemu ojcu do próby zabójstwa wskazując, ze chciał dźgnąć swoją ofiarę w szyję). 19 czerwca 2023 Promes został skazany na 18 miesięcy pozbawienia wolności.
30 maja 2023 prokuratura holenderska oskarżyła Promesa o udział w przemycie 1363 kilogramów kokainy z Brazylii do Holandii. 14 lutego 2024 został skazany na karę sześciu lat więzienia. 